# Liste der Herrscher des Königreichs Garo
Dies ist eine Liste der Herrscher des Königreichs Garo, beziehungsweise Bosha, in Äthiopien. Tato ist ein Herrschertitel der Dynastie Tegra`i Bushasho.
| Amtszeit    | Name                                      | Anmerkungen                                                                   |
| ----------- | ----------------------------------------- | ----------------------------------------------------------------------------- |
| 1567 – 1600 | Ambiraj, Tato                             | auch bekannt unter dem Namen "Bosha" und eventuell "Giyorgis"; gründete Bosha |
| 1600 – 1630 | Magela, Tato                              |                                                                               |
| 1630 – 1660 | Daro, Tato                                |                                                                               |
| 1660 – 1690 | Chowaka, Tato                             |                                                                               |
| 1690 – 1720 | Leliso, Tato                              |                                                                               |
| 1720 – 1740 | Wako, Tato                                |                                                                               |
| 1740 – 1760 | Malko, Tato                               |                                                                               |
| 1760 – 1780 | Gabito, Tato                              | entthront                                                                     |
| 1780 – 1790 | Chaso, Tato                               | Thronräuber                                                                   |
| 1790 – 1845 | Dukamo, Tato                              |                                                                               |
| 1845 – 1865 | ‘Ogata, Tato                              |                                                                               |
| 1865 – 1883 | Dagoye, Tato                              |                                                                               |
| 1883        | Gebiet eingegliedert ins Königreich Jimma | Gebiet eingegliedert ins Königreich Jimma                                     |

## Quelle
- Werner J. Lange: History of the Southern Gonga (Southwestern Ethiopia) (= Studien zur Kulturkunde. Bd. 61). Franz Steiner, Wiesbaden 1982, ISBN 3-515-03399-8, S. 64.